# Frankie Corio
Pour les articles homonymes, voir Corio (homonymie).
Francesca Corio, dite Frankie Corio, est une actrice écossaise, née en 2010.

## Biographie
Francesca Corio,, dite Frankie Corio, née en 2010, est originaire d'Édimbourg et a des origines italiennes. Elle a une sœur aînée, Mariella, et un frère cadet, Lorenzo. Sa mère, Leona, est enseignante de primaire. Elle vit à Livingston, dans le West Lothian
Durant une période de confinement lié à la pandémie de Covid-19, sa mère cherche simplement une occupation pour sa fille et lit une annonce de la directrice de casting Lucy Pardee cherchant « une enfant au style garçon manqué, entre 10 et 12 ans ». C'est ainsi qu'elle est choisie parmi environ 800 candidatures (dont 70 auditionnées en visio) pour interpréter au côté de Paul Mescal l'un des deux rôles principaux du film Aftersun, premier long métrage réalisé par Charlotte Wells. Avant ce film, son expérience se limite à quelques évènements scolaires. Pour élaborer une certaine complicité entre Paul Mescal et Frankie Corio, ils ont passé deux semaines de vacances ensemble (avec également la famille de la jeune actrice) avant le tournage du film. Aftersun est filmé essentiellement en Turquie, en présence des parents de Frankie Corio et avec des horaires aménagés en raison de son jeune âge. Le tournage dure deux mois. Frankie Corio explique que pour jouer, elle s'est notamment inspirée de son actrice préférée, Millie Bobby Brown,.
Ce premier rôle lui vaut de nombreuses récompenses et nominations ainsi que des compliments de la part des actrices Cate Blanchett, Florence Pugh et Michelle Yeoh.
Souhaitant continuer sa carrière naissante d'actrice, Frankie Corio exprime en 2023 le souhait de jouer un rôle avec une « mort dramatique » dans la série Stranger Things.

## Filmographie
Sauf indication contraire, les informations mentionnées dans cette section peuvent être confirmées par la base de données cinématographiques IMDb,  présente dans la section « Liens externes ».
- 2022 : Aftersun de Charlotte Wells : Sophie Lesley Patterson
- 2024 : The Bagman de Colm McCarthy : Emily Greenberg
- En postproduction : Stray (court métrage) de Morven Christie : Eilidh

## Distinctions
Sauf indication contraire, les informations mentionnées dans cette section peuvent être confirmées par la base de données cinématographiques IMDb,  présente dans la section « Liens externes ».

### Récompenses
- Las Vegas Film Critics Society Awards 2022 : meilleure actrice de moins de 21 ans Aftersun[6]
- Phoenix Film Critics Society Awards 2022 : meilleure jeune interprète pour Aftersun[6]
- Seattle Film Critics Society Awards 2023 : meilleure jeune interprète pour Aftersun
- Festival Premiers Plans d'Angers 2023 : prix Mademoiselle Ladubay de la meilleure actrice pour Aftersun[10]
- London Film Critics Circle Awards 2023 : jeune interprète britannique ou irlandais de l'année pour Aftersun[5]
- Music City Film Critics' Association Awards 2023 : meilleure jeune actrice pour Aftersun
- International Cinephile Society Awards 2023 : meilleure révélation pour Aftersun
- Online Film and Television Association Awards 2023 : meilleure performance jeune pour Aftersun

### Nominations
- British Independent Film Awards 2022 :
  - Meilleure révélation pour Aftersun
  - Meilleur duo, avec Paul Mescal, pour Aftersun
- Chicago Film Critics Association Awards 2022 : meilleur espoir pour Aftersun
- Washington DC Area Film Critics Association Awards 2022 : meilleure jeune interprète pour Aftersun
- UK Film Critics Association Awards 2022 : actrice secondaire de l'année pour Aftersun
- Gotham Awards 2022 : meilleure révélation pour Aftersun
- Film Independent's Spirit Awards 2023 : meilleure révélation pour Aftersun
- Critics Choice Awards 2023 : meilleur espoir pour Aftersun[9]
- EDA Female Focus Awards 2023 : meilleure révélation féminine pour Aftersun
- Online Film and Television Association Awards 2023 : meilleure révélation féminine pour Aftersun
- Gold Derby Awards 2023 : meilleure révélation
- Dorian Awards 2023 : star montante de l'année